# PSR B1257+12 d
PSR B1257+12 d, eller Phobetor och PSR B1257+12 C, är en exoplanet i bana kring pulsaren PSR B1257+12 i Jungfruns stjärnbild. Exoplaneten upptäcktes 1992 och är den yttersta planeten av tre upptäckta och kretsar kring pulsaren på ett avstånd på 0,46 AU med en omloppstid på ungefär 98 dygn.
Planeten har en massa av 0,012 MJ eller 3,9 M⊕.
På grund av att planet d och planet c kretsar relativt nära varandra bildas det stora perturbationer i båda planeternas banor. Detta skapar starka bevis för planeternas existens. 

## Namngivning
Vid upptäckten fick exoplaneten designationen PSR B1257+12 C enligt den standard som tillämpades tidigare. Den fick senare den designationen PSR B1257+12 d enligt den nomenklatur som kom att fastslås.
I juli 2014 utlyste Internationella astronomiska unionen en namngivning för exoplaneter och deras värdstjärnor. Namngivningen omfattande en offentlig omröstning om de nya namnen där alla var välkomna att delta. I december 2015 kungjordes resultatet, och exoplaneten fick namnet Phobetor, ett förslag som lades fram av the Planetarium Südtirol Alto Adige i Karneid, Italien. Phobetor syftar på en av sömnguden Somnus tusen söner som kan dyka upp i människors drömmar, i Ovidius verk Metamorfoser.